# Amplified – A Decade Of Reinventing The Cello
Amplified, izdan 2006, je Greatest Hits kompilacija čelo metal sastava Apocalyptica koja sadrži dvije pjesme koje prethodno nisu izdane: Repressed i preradu Slayerove pjesme "Angel of Death".

## Lista pjesama
CD 1: Instrumental
1. Enter Sandman (s Plays Metallica By Four Cellos)
2. Harmageddon (s Inquisition Symphony)
3. Nothing Else Matters (s Inquisition Symphony)
4. Refuse /Resist (s Inquisition Symphony)
5. Somewhere Around Nothing (s Reflections)
6. Betrayal (s Apocalyptica)
7. Farewell (s Apocalyptica)
8. Master Of Puppets (s Plays Metallica by Four Cellos)
9. Hall Of The Mountain King (s Cult)
10. One (s Inquisition Symphony)
11. Heat (s Reflections)
12. Cohkka (s Reflections)
13. Kaamos (s Cult)
14. Deathzone (s Apocalyptica)
15. Angel of Death

CD 2: Vokali
1. Repressed
2. Path Vol.2 (s Cult)
3. Bittersweet (s Apocalyptica)
4. Hope Vol.2 (s Cult)
5. En Vie (s Apocalyptica)
6. Faraway Vol.2 (s Reflections)
7. Life Burns (s Apocalyptica)
8. Seemann (s Reflections)